# کرین هیل (آلاباما)
کرین هیل (به انگلیسی: Crane Hill) یک منطقهٔ مسکونی در ایالات متحده آمریکا است که در شهرستان کلمن، آلاباما واقع شده‌است. کرین هیل ۱۱۴٫۲۱۹ کیلومتر مربع مساحت و ۲٬۳۴۱ نفر جمعیت دارد و ۲۵۲٫۴ متر بالاتر از سطح دریا واقع شده‌است.